# 抽油泵

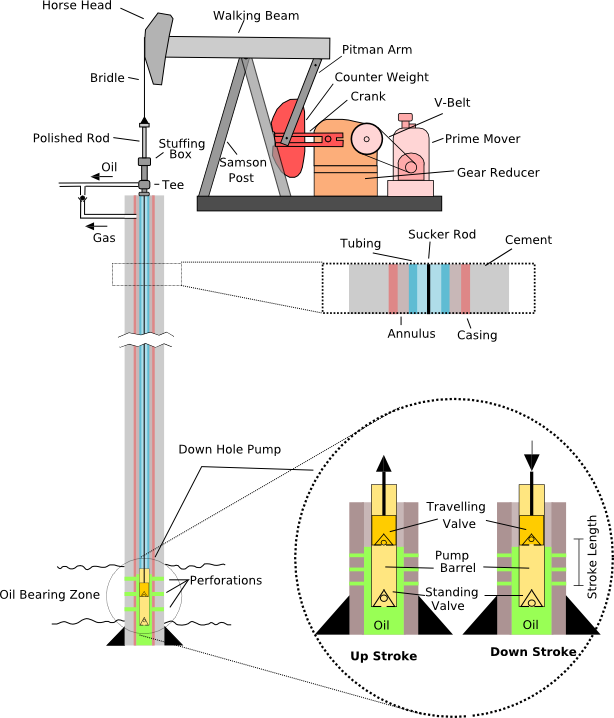
抽油泵的示意圖

抽油泵（pumpjack），是在陆上油井上方抽取原油的往復式活塞泵，其特點是泵會上下往復移動，而抽油泵的游梁（walking beam）也會隨之往復轉動，類似磕頭的動作，因此也稱為磕頭機。
抽油泵常裝設在陆上油田中產油量較少的油井，若油井底的氣體壓力不足以將原油提昇到地面，可以利用抽油泵，以機械方式提昇原油。
抽油泵每次可提取的液體約在5至40公升不等，依泵的容量而定。多半提取的是原油和水混合的乳浊液。泵的容量也和油井的深度和要提昇原油的重量有關，若開探的越深，也需要更多的功率使原油提昇到地面。
抽油泵將旋轉的運動轉換為泵的垂直往復運動，其類似點頭的運動為一大特點。此機構在工程上也稱為游梁，常用在十八世紀及十九世紀的靜止式蒸氣機或是船用蒸氣機中。

## 地面上的機構

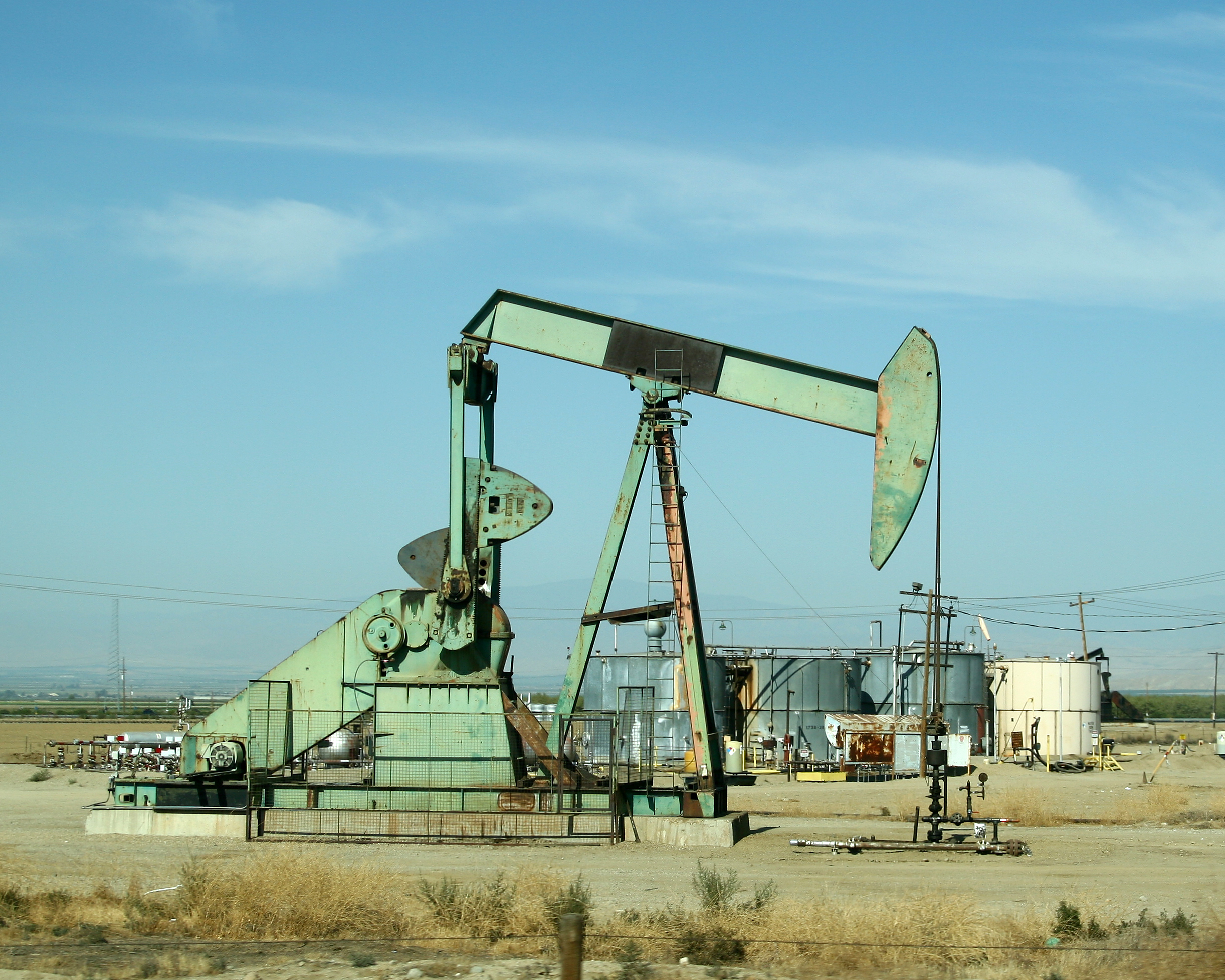
Lufkin公司的912D抽油泵，有四種不同長度的抽油行程

早期的抽油泵是許多組泵由同一個旋轉的機構帶動，在旋轉機構轉到不同位置時，會使特定的抽油泵上昇或是下降。旋轉的機構一般會帶十多個甚至更多的抽油泵，旋轉的機構是由內燃機或是馬達帶動。好處是可以由一個機構帶動多個抽油泵，不需每個抽油泵有獨立的內燃機或是馬達，而機構本身在不同時間使抽油泵上昇或是下降，分散系統不平衡的問題。不過當各個抽油泵的負載改變時，此作法很難維持系統的平衡。
現代的抽油泵一般是用馬達驅動，但是若在一些無法取得電力的地區，會用內燃機驅動。電力一般是用單相電，若是抽水泵或是抽油泵的功率超過15馬力（單相馬達的功率無法超過15馬力
）也會用內燃機驅動。因為油井往往也會產生天然氣，無法連接到電網的抽油泵一般會用以天然氣為能源的內燃機，不過內燃機也可以使用像是丙烷或是柴油之類的燃料。若是一些地區的氣候惡劣，馬達及內燃機會放置在棚屋內，避免受到氣候的影響。若內燃機以天然氣為能源，一般會從最近距離有天然氣的油井中提供。
馬達或是內燃機會帶動一組雙重減速的齒輪組，齒輪組會帶動一對曲柄，上面還會有配重協助將油及其他桿件提昇到地面。曲柄一端連結著工字梁的一端，週期性的上昇及下降，工字梁中心由樞軸固定在A型架上，可以自由轉動。工字梁的另一邊是一個有曲線的金屬盒，稱為驢頭（donkey head）。驢頭會連接著稱為悬挂器（bridle）的鋼纜或是玻璃钢纜，悬挂器的另一端連接抽油光杆（polished rod），也就是通過填料盒的活塞，活塞往上時就會帶著含油的混合物往上。
因為曲柄本身的重量，也會有配重的效果。因此若抽油泵的負載不大，單靠曲柄也可以和抽油泵的負載平衡。
抽油光杆需和填料盒相當的密合，以免在上昇或下降時液體從旁邊的空隙流出。一般驢頭的外形會經過設計，讓驢頭運動時，悬挂器可以以垂直或是近乎垂直的方式移動。抽油光杆會連接到下方的抽油杆，一般會是在油井的最下方。

## 地下的部份
地下的主要部份是抽油孔，在抽油孔外有一層大的金屬套管，一直延伸到抽油孔的最下方，抽油孔外有水泥固定。抽油孔中有泵，泵有二個單向閥(閥門)，有一個靜止不動的閥在抽油孔底部，另一個活動閥連接到抽油桿，在曲柄旋轉時，活動閥也會上下往復運動。當兩個閥之間有空間時，原油就會由套管流到兩個閥之間的空間中。抽油桿、泵和輸油的管路都在金屬套管中。
當抽油桿往上移動時，（因為泵的壓力差）活動閥關閉，靜止閥打開，泵筒中會充滿原油，而活動閥會帶著之前的原油往上移動。當抽油桿往下移動時，（因為泵中的壓力增加）活動閥打開，靜止閥關閉，活動閥會伸到泵筒中原油內。當活塞到最低部時會再上昇，重複此一行程。
抽油泵在抽油時也會產生天然氣，若天然氣進入泵中，會使泵出現氣鎖（gas locking），因為氣體可壓縮，因此受壓力時體積變小。使得泵筒內沒有足夠的壓力可以將閥打開。為避免此一情形，泵的入口要比穿透射孔要，當含有氣體和原油混合物進入時，天然氣在套管和管路之間的環狀空隙形成泡沫，液體才會進入泵中。在地表可以從環狀區域收集天然氣。